# John Redwood
John Alan Redwood (ur. 15 czerwca 1951 w Dover) – brytyjski polityk, członek Partii Konserwatywnej, minister w drugim rządzie Johna Majora oraz w gabinecie cieni Williama Hague'a.

## Życiorys

### Wykształcenie
Wykształcenie odebrał w Kent College w Canterbury. Następnie studiował na Magdalen College na Uniwersytecie Oksfordzkim. Od 1972 r. jest członkiem oksfordzkiego All Souls College. Wykłada gościnnie na Uniwersytecie Middlesex.

### Działalność polityczna
W latach 70. był członkiem rady hrabstwa Oxfordshire. W latach 80. był jednym z doradców premier Margaret Thatcher. W 1987 r. został wybrany do Izby Gmin jako reprezentant okręgu Wokingham. W 1989 r. został parlamentarnym podsekretarzem stanu w ministerstwie handlu i przemysłu, odpowiedzialnym za sprawy korporacji. W 1990 r. został ministrem stanu, na którym to stanowisku działał na rzecz liberalizacji przemysłu telekomunikacyjnego. Po wyborach 1992 r. został ministrem stanu ds. samorządu lokalnego, gdzie odpowiadał za zniesienie podatku pogłównego.
Członkiem gabinetu został w 1993 r. obejmując stanowisko ministra ds. Walii. Redwood był dość kontrowersyjnym ministrem. Wbrew trendom w polityce ogólnokrajowej popierał mniejsze szpitale na wsi, a nie większe szpitale miejskie. Domagał się również większych wydatów na szkolnictwo. Z drugiej strony zapamiętano mu nieznajomość słów walijskiego hymnu, która wyszła na jaw podczas uroczystości publicznych. Ministrem był do 1995 r.
Kiedy w 1995 r. swoją rezygnację z funkcji lidera partii ogłosił John Major Redwood, który wówczas zrezygnował ze stanowiska ministra, wystartował w wyborach na lidera. Przegrał jednak z Majorem, mimo poparcia eurosceptycznych deputowanych (Redwood otrzymał 89 głosów). Ponownie kandydował na lidera po porażce konserwatystów w 1997 r., lecz ponownie został pokonany.
Ówczesny zwycięzca, William Hague, mianował Redwooda ministrem handlu i przemysłu w swoim gabinecie cieni, a w 1999 r. ministrem środowiska, transportu i regionów. W 2000 r. Redwood został usunięty z gabinetu cieni. Po wyborach 2001 r. nowy lider, Iain Duncan Smith, zaproponował Redwoodowi stanowisko ministra handlu i przemysłu w swoim gabinecie cieni, ale Redwood odmówił. Zasiadł w tylnych ławach parlamentu, gdzie krytykował politykę rządu.
8 września 2004 r. nowy lider Opozycji, Michael Howard, mianował Redwooda mówcą ds. deregulacji. Podczas wyborów lidera partii w 2005 r. Redwood poparł najpierw Liama Foksa, a następnie zwycięzcę Davida Camerona, przez którego został mianowany przewodniczącym komisji konserwatystów ds. polityki ekonomicznej.
Nie kandydował w wyborach parlamentarnych w 2024.

### Pisarstwo i publicystyka
John Redwood jest autorem książek, m.in. Stars and Strife, Superpower Struggles, Singing the Blues, The Death of Britain, Our Currency Our Country and Just Say No: 100 Arguments Against The Euro oraz I Want to Make a Difference – But I Don't Like Politics. Pisuje również artykuły do The Timesa i Freedom Today.

### Życie prywatne
W 1974 ożenił się z adwokatką (Barrister) Gail Felicity Chippington. Małżeństwo zakończyło się rozwodem w 2003. Para miała dwoje dzieci.